# Coupe CECAFA des nations 2011
Navigation
Tanznaie 2010 Ouganda 2012
La Coupe CECAFA des nations 2011 est la trente-sixième édition de la Coupe CECAFA des nations qui a eu lieu en Tanzanie du 28 novembre au 12 décembre 2011. Les nations membres de la CECAFA (Confédération d'Afrique centrale et de l'Est) sont invitées à participer à la compétition. 
C'est l'Ouganda, qui remporte la compétition en s'imposant en finale face au Rwanda. Le Soudan se classe quant à lui troisième. C'est le douzième titre de champion de la CECAFA pour la sélection ougandaise.
La sélection d'Érythrée est absente, invoquant des raisons financières. À l'inverse, les équipes du Zimbabwe et du Malawi (membres de la COSAFA) sont invitées à prendre part à la compétition.
Il y a donc 12 équipes engagées et le premier tour se déroule avec trois poules de quatre équipes : les deux premiers plus les deux meilleurs troisièmes se qualifient pour la phase finale, disputée à partir des quarts de finale. Toutes les rencontres sont disputées à Dar es Salaam.

## Équipes participantes
| - Tanzanie - Organisateur - Ouganda - Zanzibar - Djibouti - Éthiopie - Burundi | - Soudan - Somalie - Rwanda - Kenya - Zimbabwe - Équipe invitée - Malawi - Équipe invitée |

## Compétition

### Premier tour

#### Groupe A
| Rang | Équipe   | Pts | J | G | N | P | Bp | Bc | Diff |  | Résultats (▼ dom., ► ext.) |  |     |     |     |
| ---- | -------- | --- | - | - | - | - | -- | -- | ---- |  | -------------------------- |  | --- | --- | --- |
| 1    | Rwanda   | 9   | 3 | 3 | 0 | 0 | 8  | 2  | +6   |  | Rwanda                     |  | 2-0 | 1-0 | 5-2 |
| 2    | Zimbabwe | 6   | 3 | 2 | 0 | 1 | 4  | 3  | +1   |  | Zimbabwe                   |  |     | 2-1 | 2-0 |
| 3    | Tanzanie | 3   | 3 | 1 | 0 | 2 | 4  | 3  | +1   |  | Tanzanie                   |  |     |     | 3-0 |
| 4    | Djibouti | 0   | 3 | 0 | 0 | 3 | 2  | 10 | -8   |  | Djibouti                   |  |     |     |     |

#### Groupe B
| Rang | Équipe   | Pts | J | G | N | P | Bp | Bc | Diff |  | Résultats (▼ dom., ► ext.) |  |     |     |     |
| ---- | -------- | --- | - | - | - | - | -- | -- | ---- |  | -------------------------- |  | --- | --- | --- |
| 1    | Burundi  | 7   | 3 | 2 | 1 | 0 | 5  | 1  | +4   |  | Burundi                    |  | 1-0 | 0-0 | 4-1 |
| 2    | Ouganda  | 6   | 3 | 2 | 0 | 1 | 6  | 2  | +4   |  | Ouganda                    |  |     | 2-1 | 4-0 |
| 3    | Zanzibar | 4   | 3 | 1 | 1 | 1 | 4  | 2  | +2   |  | Zanzibar                   |  |     |     | 3-0 |
| 4    | Somalie  | 0   | 3 | 0 | 0 | 3 | 1  | 11 | -10  |  | Somalie                    |  |     |     |     |

#### Groupe C
| Rang | Équipe   | Pts | J | G | N | P | Bp | Bc | Diff |  | Résultats (▼ dom., ► ext.) |  |     |     |     |
| ---- | -------- | --- | - | - | - | - | -- | -- | ---- |  | -------------------------- |  | --- | --- | --- |
| 1    | Malawi   | 5   | 3 | 1 | 2 | 0 | 3  | 1  | +2   |  | Malawi                     |  | 0-0 | 2-0 | 1-1 |
| 2    | Soudan   | 5   | 3 | 1 | 2 | 0 | 2  | 1  | +1   |  | Soudan                     |  |     | 1-0 | 1-1 |
| 3    | Kenya    | 3   | 3 | 1 | 0 | 2 | 2  | 3  | -1   |  | Kenya                      |  |     |     | 2-0 |
| 4    | Éthiopie | 2   | 3 | 0 | 2 | 1 | 2  | 4  | -2   |  | Éthiopie                   |  |     |     |     |

#### Classement des meilleurs troisièmes
| Rang | Équipe   | Pts | J | G | N | P | Bp | Bc | Diff |
| ---- | -------- | --- | - | - | - | - | -- | -- | ---- |
| 1    | Zanzibar | 4   | 3 | 1 | 1 | 1 | 4  | 2  | +2   |
| 2    | Tanzanie | 3   | 3 | 1 | 0 | 2 | 4  | 3  | +1   |
| 3    | Kenya    | 3   | 3 | 1 | 0 | 2 | 2  | 3  | -1   |

### Phase finale
|  | Quarts de finale | Quarts de finale | Quarts de finale | Quarts de finale |              |              | Demi-finales    | Demi-finales    | Demi-finales                  | Demi-finales                  |                               |                               | Finale           | Finale           | Finale           | Finale           |
|  |                  |                  |                  |                  |              |              |                 |                 |                               |                               |                               |                               |                  |                  |                  |                  |
|  | 5 décembre 2011  | 5 décembre 2011  | 5 décembre 2011  | 5 décembre 2011  |              |              | 8 décembre 2011 | 8 décembre 2011 | 8 décembre 2011               | 8 décembre 2011               |                               |                               | 10 décembre 2011 | 10 décembre 2011 | 10 décembre 2011 | 10 décembre 2011 |
|  | 5 décembre 2011  | 5 décembre 2011  | 5 décembre 2011  | 5 décembre 2011  |              |              | 8 décembre 2011 | 8 décembre 2011 | 8 décembre 2011               | 8 décembre 2011               |                               |                               | 10 décembre 2011 | 10 décembre 2011 | 10 décembre 2011 | 10 décembre 2011 |
|  | 1er B            | Burundi          | 0                | 0                |              |              | 8 décembre 2011 | 8 décembre 2011 | 8 décembre 2011               | 8 décembre 2011               |                               |                               | 10 décembre 2011 | 10 décembre 2011 | 10 décembre 2011 | 10 décembre 2011 |
|  | 1er B            | Burundi          | 0                | 0                |              |              | 8 décembre 2011 | 8 décembre 2011 | 8 décembre 2011               | 8 décembre 2011               |                               |                               | 10 décembre 2011 | 10 décembre 2011 | 10 décembre 2011 | 10 décembre 2011 |
|  | 2e C             | Soudan           | 2                | 2                |              |              | 8 décembre 2011 | 8 décembre 2011 | 8 décembre 2011               | 8 décembre 2011               |                               |                               | 10 décembre 2011 | 10 décembre 2011 | 10 décembre 2011 | 10 décembre 2011 |
|  | 2e C             | Soudan           | 2                | 2                | Soudan       | Soudan       | 1               | 1               |                               |                               |                               |                               | 10 décembre 2011 | 10 décembre 2011 | 10 décembre 2011 | 10 décembre 2011 |
|  | 5 décembre 2011  |                  |                  |                  | Soudan       | Soudan       | 1               | 1               |                               |                               |                               |                               | 10 décembre 2011 | 10 décembre 2011 | 10 décembre 2011 | 10 décembre 2011 |
|  |                  |                  | Rwanda           | Rwanda           | 2            | 2            |                 |                 |                               |                               |                               |                               | 10 décembre 2011 | 10 décembre 2011 | 10 décembre 2011 | 10 décembre 2011 |
|  | 1er A            | Rwanda           | Rwanda           | Rwanda           | 2            | 2            | 2               | 2               |                               |                               |                               |                               | 10 décembre 2011 | 10 décembre 2011 | 10 décembre 2011 | 10 décembre 2011 |
|  | 1er A            | Rwanda           | 8 décembre 2011  |                  |              |              | 2               | 2               |                               |                               |                               |                               | 10 décembre 2011 | 10 décembre 2011 | 10 décembre 2011 | 10 décembre 2011 |
|  | 3e B ou C        | Zanzibar         | 1                | 1                |              |              |                 |                 |                               |                               |                               |                               | 10 décembre 2011 | 10 décembre 2011 | 10 décembre 2011 | 10 décembre 2011 |
|  | 3e B ou C        | Zanzibar         | 1                | 1                | Rwanda       | Rwanda       | 2 (2)           | 2 (2)           |                               |                               |                               |                               |                  |                  |                  |                  |
|  | 6 décembre 2011  |                  |                  |                  | Rwanda       | Rwanda       | 2 (2)           | 2 (2)           |                               |                               |                               |                               |                  |                  |                  |                  |
|  |                  |                  | Ouganda tab      | Ouganda tab      | 2 (3)        | 2 (3)        |                 |                 |                               |                               |                               |                               |                  |                  |                  |                  |
|  | 2e B             | Ouganda          | Ouganda tab      | Ouganda tab      | 2 (3)        | 2 (3)        | 1               | 1               |                               |                               |                               |                               |                  |                  |                  |                  |
|  | 2e B             | Ouganda          |                  |                  |              |              |                 |                 |                               |                               |                               |                               |                  |                  |                  |                  |
|  | 2e A             | Zimbabwe         | 0                | 0                |              |              |                 |                 |                               |                               |                               |                               |                  |                  |                  |                  |
|  | 2e A             | Zimbabwe         | 0                | 0                | Ouganda a.p. | Ouganda a.p. | 3               | 3               | Match pour la troisième place | Match pour la troisième place | Match pour la troisième place | Match pour la troisième place |                  |                  |                  |                  |
|  | 6 décembre 2011  |                  |                  |                  | Ouganda a.p. | Ouganda a.p. | 3               | 3               | Match pour la troisième place | Match pour la troisième place | Match pour la troisième place | Match pour la troisième place |                  |                  |                  |                  |
|  |                  |                  | Tanzanie         | Tanzanie         | 1            | 1            |                 |                 | 10 décembre 2011              | 10 décembre 2011              | 10 décembre 2011              | 10 décembre 2011              |                  |                  |                  |                  |
|  | 1er C            | Malawi           | Tanzanie         | Tanzanie         | 1            | 1            | 0               | 0               | 10 décembre 2011              | 10 décembre 2011              | 10 décembre 2011              | 10 décembre 2011              |                  |                  |                  |                  |
|  | 1er C            | Malawi           |                  |                  |              |              |                 | 0               |                               |                               | Soudan                        | Soudan                        | 1                | 1                |                  |                  |
|  | 3e A ou B        | Tanzanie         | 1                | 1                |              |              |                 |                 |                               |                               | Soudan                        | Soudan                        | 1                | 1                |                  |                  |
|  | 3e A ou B        | Tanzanie         | 1                | 1                | Tanzanie     | Tanzanie     | 0               | 0               |                               |                               |                               |                               |                  |                  |                  |                  |
|  |                  |                  |                  |                  |              |              |                 |                 |                               |                               |                               |                               |                  |                  |                  |                  |

#### Quarts de finale
| 5 décembre 2011 | Burundi | 0 - 2 | Soudan               | Benjamin Mkapa National Stadium, Dar es Salaam |  |
| 14:00           |         |       | Rabei 41e · Musa 60e |                                                |  |

| 5 décembre 2011 | Rwanda                      | 2 - 1 | Zanzibar     | Benjamin Mkapa National Stadium, Dar es Salaam |  |
| 16:00           | Mugiraneza 39e · Kagere 88e |       | Mohammed 46e |                                                |  |

| 6 décembre 2011 | Ouganda   | 1 - 0 | Zimbabwe | Benjamin Mkapa National Stadium, Dar es Salaam |  |
| 14:00           | Kizza 15e |       |          |                                                |  |

| 6 décembre 2011 | Malawi | 0 - 1 | Tanzanie   | Benjamin Mkapa National Stadium, Dar es Salaam |  |
| 16:00           |        |       | Bakari 37e |                                                |  |

#### Demi-finales
| 8 décembre 2011 | Soudan   | 1 - 2 | Rwanda                   | Benjamin Mkapa National Stadium, Dar es Salaam |  |
| 14:00           | Agab 68e |       | Iranzi 6e · Karekezi 78e |                                                |  |

| 8 décembre 2011 | Ouganda                                       | 3 - 1 a.p. | Tanzanie   | Benjamin Mkapa National Stadium, Dar es Salaam |  |
| 16:00           | Mwesigwa 56e · Okwi 102e · Isinde 111e (pen.) |            | Ngassa 18e |                                                |  |

#### Match pour la3eplace
| 10 décembre 2011 | Soudan    | 1 - 0 | Tanzanie | Benjamin Mkapa National Stadium, Dar es Salaam |  |
| 13:00            | Eldin 84e |       |          |                                                |  |

#### Finale
| 10 décembre 2011 | Rwanda          | 2 - 2 a.p. | Ouganda               | Benjamin Mkapa National Stadium, Dar es Salaam |  |
| 15:15            | Kagere 51e, 79e |            | Isinde 77e · Okwi 80e |                                                |  |
| 15:15            | Tirs au but 2-3 |            |                       |                                                |  |

| Vainqueur Coupe CECAFA 2011 Ouganda 12e titre |